# 藍鏵纓
藍鏵纓（Eddie Laam Wah Ying，1941年—2015年5月13日），香港人，祖籍廣東蕉嶺，生於浙江金華，成長於新界大埔區，於大埔官立中學畢業後，曾在前香港華人首席議員周錫年爵士擁有的華人銀行任職，及後在「妹夫」何鴻燊邀請下赴澳工作，曾任澳門奧林匹克委員會主席，東亞運動會聯會名譽會長，广东省政协委员。藍鏵纓為何鴻燊二太太蓝琼缨之兄長，即何超琼、何超凤、何超蕸、何超仪、何猷龙的舅父。
2015年5月13日，藍鏵纓在香港養和醫院病逝，終年74歲。